# Hadena naida
Hadena naida är en fjärilsart som beskrevs av Dyar 1910. Hadena naida ingår i släktet Hadena och familjen nattflyn. Inga underarter finns listade i Catalogue of Life.